# Адеодат Неаполитанский
Адеодат Неаполитанский (лат. Adeodatus, итал. Adeodato; умер в 671 или 672) — епископ Неаполя (653/654—671/672); святой, почитаемый в Римско-католической церкви (дни памяти — 27 июня и 1 октября).

## Биография
Основной исторический источник о святом Адеодате Неаполитанском — написанная на рубеже VIII—IX веков анонимным автором первая часть «Деяний неаполитанских епископов». О событиях в Неаполе того времени сообщается также в «Истории лангобардов» Павла Диакона и «Liber Pontificalis».
О происхождении и ранних годах жизни Адеодата сведений не сохранилось. Он взошёл на епископскую кафедру Неаполя после скончавшегося в 652 или 653 году святого Леонтия. Возможно, что его интронизация состоялась в 653 или 654 году.
С 661 года в средневековых исторических источниках начинают упоминаться герцоги Неаполя, первым из которых был Василий. Предполагается, что до того город находился под управлением епископов. Однако постоянная угроза нападений на Неаполь со стороны лангобардов заставила местную знать отдать власть над городом сведущему в военном деле человеку. Это изменение в управлении Неаполем в 663 году было одобрено византийским императором Константом II. Этот правитель Византии, ведший тогда войну с лангобардским королём Гримоальдом и его сыном герцогом Беневенто Ромуальдом I, сначала приехал в Рим к папе Виталию, а затем прибыл в Неаполь, где был торжественно встречен жителями и духовенством города. Отсюда Констант II отправился в Регий, а затем на Сицилию.
По повелению Адеодата был построен ораторий в базилике Святой Реституты, бывшей тогда кафедральным собором Неаполя, и туда с острова Искья перенесены мощи этой святой. В 670 году епископ провёл торжественную церемонию погребения останков святой Патриции.
Адеодат скончался в 671 или 672 году, будучи главой Неаполитанской епархии восемнадцать лет. Он был похоронен в аббатстве Девы Марии, где ему и святому Констанцию Каприйскому позднее был посвящён алтарь в крипте. Преемником Адеодата в епископском сане был святой Агнелл.
Уже вскоре после смерти Адеодат стал почитаться неаполитанцами как святой. Об этом свидетельствует упоминание его имени в мартирологе IX века, автор которого использовал для его составления более ранние церковные источники. Дни памяти святого Адеодата Неаполитанского отмечаются 27 июня и 1 октября.